# O.129 Amandine (schip, 1962)
De O.129 Amandine is een grote middenslagtreiler (klasse onder de vissersschepen). Het schip ligt nu in Oostende als interactief museumschip in een droogdok aan de vernieuwde Visserskaai. Aan boord kan men alles te weten komen over de IJslandvaart en de zeevisserij. De Amandine was de laatste Oostendse IJslandvaarder.

## Bouw
In het kader van de wet van 23 augustus 1948 betreffende steun aan ondernemers werden in 1959 kredieten aangevraagd aan de Dienst Zeevaart om de O.129 Amandine te bouwen. Deze kredieten werden geweigerd omdat de technische dienst vond dat de O.129 niet rendabel zal kunnen worden uitgebaat en de werf op zijn kostprijs geen normale winst zou kunnen nemen.
Na tussenkomst van de Oostendse volksvertegenwoordiger en visserijvriend Dries Claeys en van de minister van Verkeerswezen P.W. Segers werd het project toch aanvaard. Er moesten immers dringend nieuwe werkplaatsen worden gecreëerd in het Oostendse.
Wegens stakingen, met late leveringen tot gevolg, moest de kiellegging van het vissersschip worden uitgesteld. Deze vond uiteindelijk plaats op 16 november 1960 op de werf Richard Panesi aan de Nieuwe Werfkaai 2 in Oostende, in opdracht van de reders Engel Verhaeghe en Pierre Vincent. De proefvaart gebeurde op 17 maart 1962.
De man die de O.129 Amandine bouwde - Richard Panesi jr (°1915) - was uitgenodigd bij de officiële plaatsing in het droogdok
als museumschip. Dat weigerde hij te doen. Hij was zelfs boos. Tegen een van zijn kleinzoons (en iedereen die het horen wou) liet hij ontvallen dat het "een echte schande was. 't Is een perfect zeewaardig schip en moet in 't sop liggen". Pas jaren later kreeg hij het over zijn hart om toch eens te gaan kijken. Uiteindelijk was hij toch zeer tevreden over het resultaat. "Ze hebben goed werk geleverd"

## Levensloop van het schip
De Amandine bleek zeer succesvol te zijn. In de zomer beviste ze de gronden rond Zuid-IJsland en in de winter het Kanaal en de Noordzee.
Na de IJslandse kabeljauwoorlogen moest het vaartuig kiezen tussen vissen in de thuiswateren of op zijn traditionele visgronden rond IJsland. Vanaf 1974 werd de Amandine een echte IJslander.
De vangsten bestonden hoofdzakelijk uit kabeljauw, schelvis, blauwe leng, koolvis, rode poon, rode zeebrasem, pladijzen en Schotse schol.
Haar schippers waren zeer ervaren maar op 18 juni 1969 verloren ze een bemanningslid toen Renaat Dyserlinck overboord sloeg en verdronk.
Op 21 januari 1982 sleepte de Amandine de O.202 Pelagus, met motorpech, naar een haven in IJsland. Tijdens die actie werden eigen bemanningsleden gewond. De schipper van de Amandine besloot voorrang te geven aan zijn eigen mensen: hij liet de Pelagus drijven en zette zijn gewonden aan wal met de bedoeling de Pelagus daarna verder op te slepen. De stormachtige wind en de stromingen dreven de O.202 echter sneller naar de kust dan verwacht. De Amandine kwam te laat, de Pelagus liep vast op de rotsen. Het vaartuig sloeg de volgende dagen volledig stuk waarbij twee vissers en twee redders verdronken.
De Amandine liep voor het laatst op 3 april 1995 de haven van Oostende binnen. Daarmee viel ook het doek over de Oostendse IJslandvaart.
Op zondag 14 mei 2000 werd het schip met twee grote mobiele kranen uit het water gehesen en op zijn laatste rustplaats gelegd op het einde van de Vindictivelaan te Oostende, rechtover 't Waterhuis en het station van Oostende.
Op 23 maart 2024 ging het schip opnieuw open voor individuele bezoekers, na 4 jaar renovatiewerken (zandstralen, herstellen roestplekken, waterinsijpeling en lasnaden) en herschilderen).

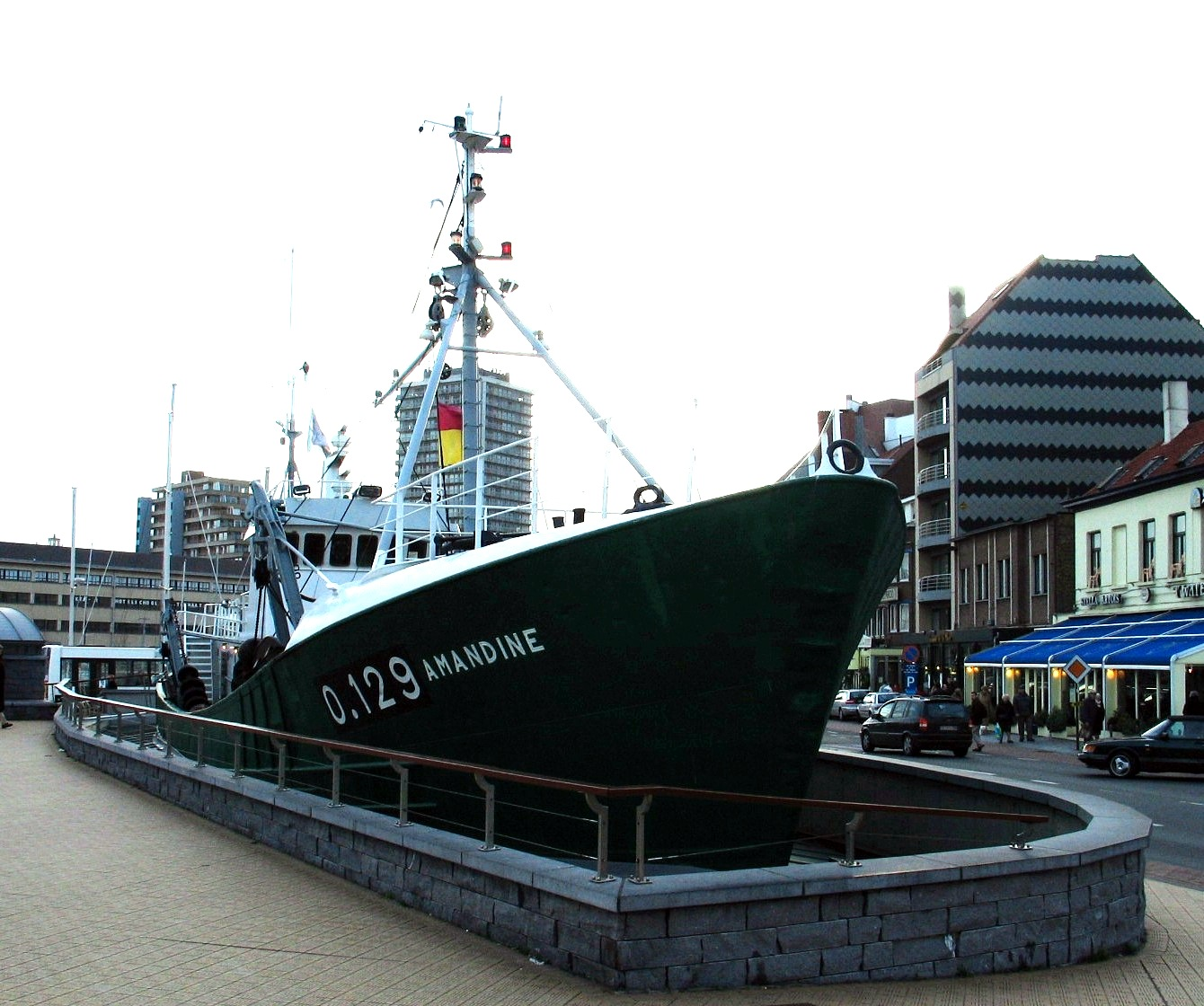
O.129 Amandine (9 jan 2005)
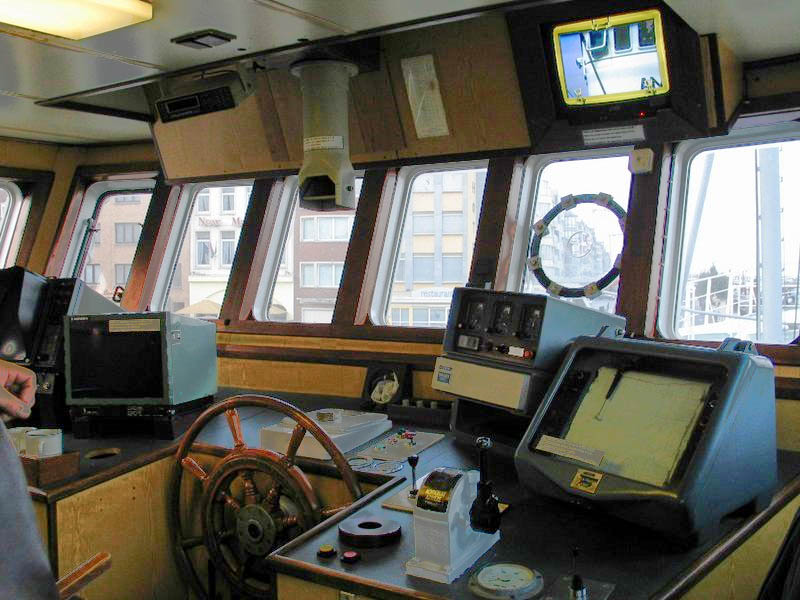
Brug van de O.129 Amandine (9 jan 2005)
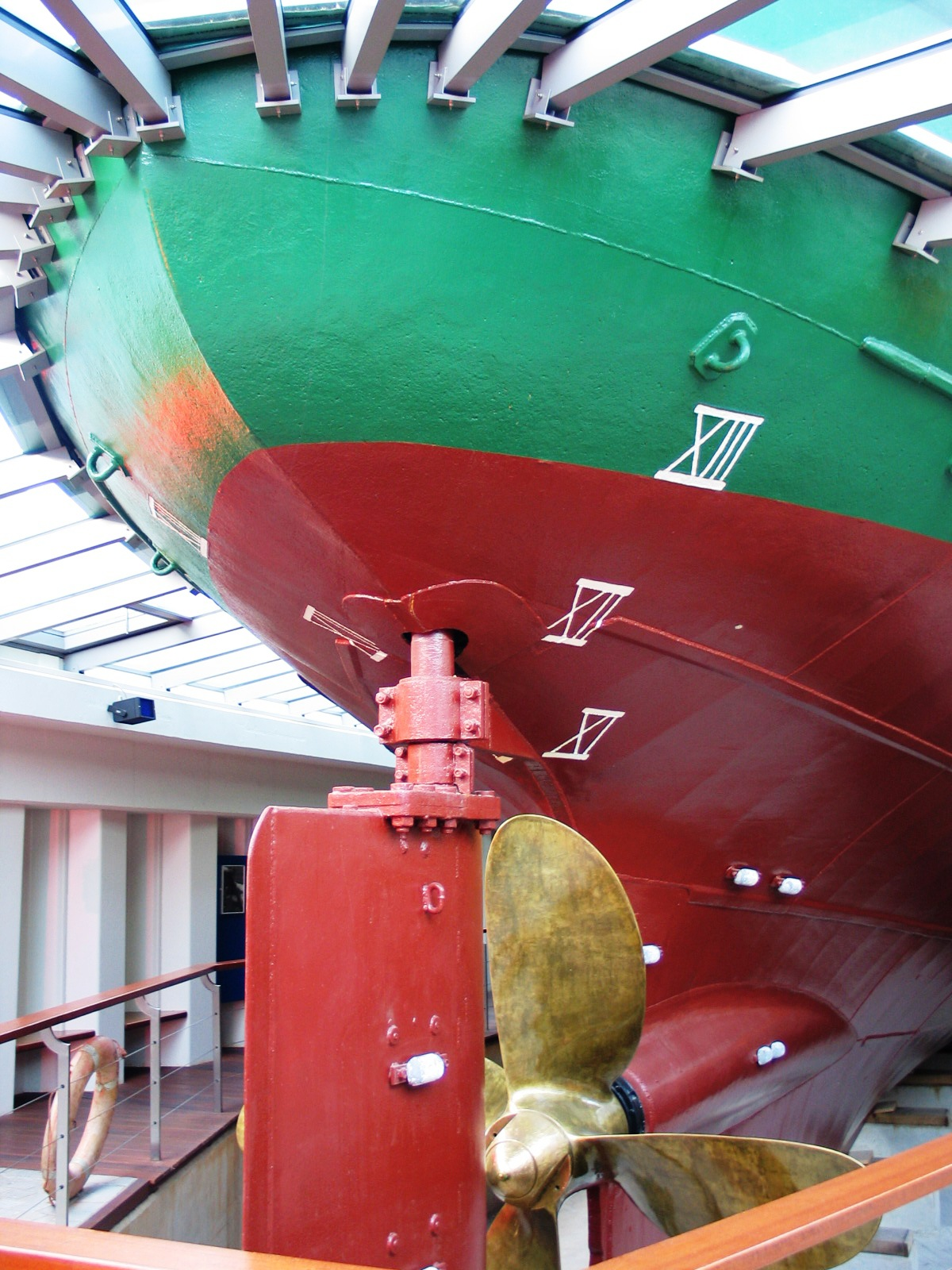
Roer en schroef van de O.129 Amandine (9 jan 2005)
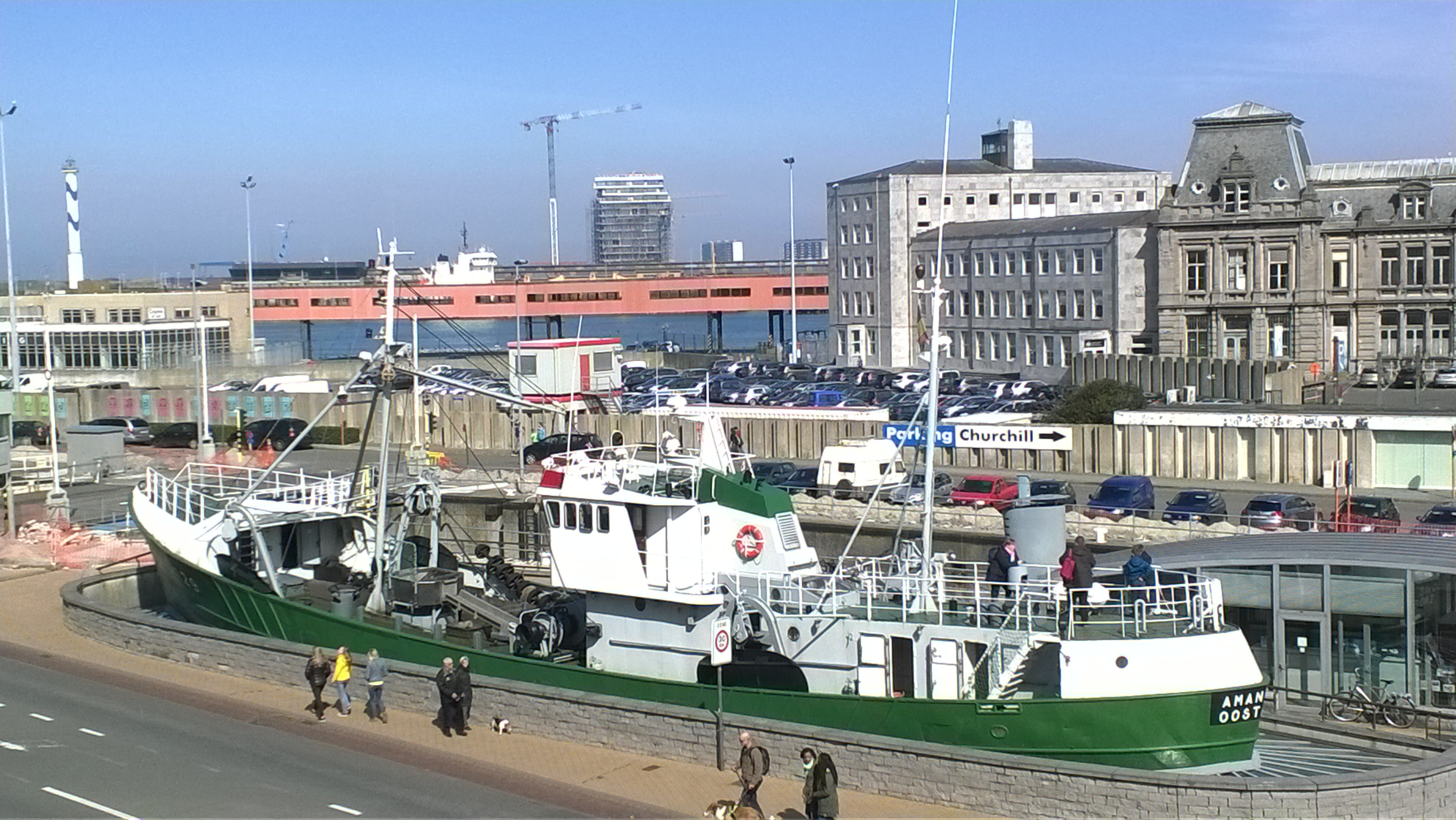
Panoramisch zicht op de Amandine (7 april 2015)